# Orthomorpha gorongozae
Orthomorpha gorongozae är en mångfotingart som beskrevs av Lawrence 1962. Orthomorpha gorongozae ingår i släktet Orthomorpha och familjen orangeridubbelfotingar. Inga underarter finns listade i Catalogue of Life.